# خطة عسكرية
الخطط الإستراتيجية  يقصد بها الخطط العسكرية التي توضع لهدف معين قد يكون الدفاع أو الهجوم. وتقسم إلى خطتين هما التكتيكية وإستراتيجية والهدف من هذه الخطط  تحقيق النصر وتقليل الخسائر الي أدنى حد ممكن، من خلال استخدام أسلحة متطورة أو تحت قيادة قوية.
خطة العملية العسكرية (وكان يُطلق عليها أيضًا خطة الحرب قبل الحرب العالمية الثانية) هي خطة رسمية خاصة بالقوات المسلحة العسكرية والمنظمات العسكرية والوحدات لإجراء عمليات كما رسمها القادة في إطار خطوة العمليات القتالية لتحقيق الأهداف قبل المعركة أو أثنائها. يتم وضع الخطط العسكرية بشكلٍ عام بما يتوافق مع العقيدة العسكرية للقوات المشاركة.
تُعتبر الخطة السابعة عشرة وخطة شيلفن أمثلة على الحرب العالمية الأولى الخطط العسكرية. وضعت الولايات المتحدة مجموعة شهيرة من خطط الحرب تحمل رموز لونية في بداية القرن العشرين؛ انظر خطط حرب الولايات المتحدة ذات الرموز اللونية.
في الغالب تحمل الخطط العسكرية أسماء حركية.

## القصف الاستراتيجي

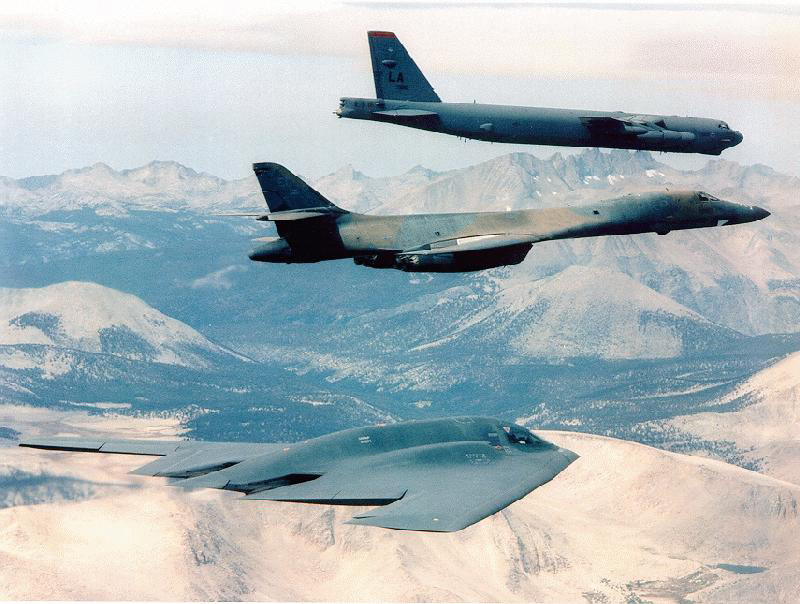
طائراتان ب1 وطائرة واحدة من طراز بي2
في مهمة قصف

يتم تنفيذ هذه الخطة من خلال استخدام طائرات قاذفات قنابل  من طراز بي-2سبريت وبي-52 وتقوم بتدمير المدن الصناعية  والاقتصادية، ولا تتم هذة الخطة إلا من خلال مراعاة عدة عوامل:
1.الهدف: يجب أن يكون الهدف اقتصادي أو عسكري
2.التكتيكات: يجب التاكد من وضع تكتيكات لازمة  للقصف
3.الاستخبارات:لكي تتم المهمة بالنجاح يجب التاكد من المعلومات الاستخباراتية
صحيحة فلوكانت خاطئة لتسببت بخسائر بأرواح الأبرياء
4.المرونة:يجب التاكد من مرونة الاسلحة  وقوتها
5. الشدة: يجب أن تكون الاسلحة شديدة ومتطورة لكي تسبب خسارة اقتصادية
في اوروبا في عام  1940 احتلت ألمانيا النازية فرنسا
فبقيت برطانيا الوحيدة لمواجهة هتلر بعد انضمام أمريكا للحرب بسبب
قصف بيرل هاربل وانضمام هتلر حليفا لليابان   فارادت أمريكا قصف اليابان 
لاضغاف قوتها حتى تستطيع احتلالها كما الحال بالنسبة للبريطانيا حيث كانت توجه 
غارتها نحو أوروبا خصوصا  المناطق الصناعية

## الهجوم من البحر
ان الهجوم من البحر مهم جدا لعمليات عسكرية وتستخدم فيها القوارب والسفن الحربية، وتعتمد على عدة عوامل: 
1. الهدف: على القائد ان يعرف ما هو الهدف وطبيعة الأرض وعوامل محلية

مثل المد والجزر
1. الاستخبارات :  يجب أن يعرف القائد قوة العدو وتعزيزاته وقوة أسلحته
2. الاقتراب :يجب إيصال الجنود إلى الساحل تحت وابل من النيران
3. الهجوم:  يجب خرق دفاعات العدو
4. اليواء: يجب اعلى الجنود تامين الشاطئ من الهجمات المضادة
5. الاندفاع:على الجنود ان يتهيؤوا للحملة الثانية للإكمال المهمة

وحدثت في عدت الحروب كما نزول الجيش الأمريكي في جزر المحيط الهادئ
بعد سيطر اليابانيين في الحرب العالمية الثانية وحرب الكورية عام 1951

## السيطرة على الجو
تعتبر السيطرة على الجو من المهمات الأساسية في الحرب، حيث يتم السيطرة على الجو يهيء للمرحلة التالية وهناك عدة عوامل مهمة لتحقيق السيطرة الجوية:
1. وضوح الهدف: يجب ان يكون للقائد هدف واضح مثل تدمير المطارات
2. الوسائل:يجب أن  يكون هناك وسائل مساعدة مثل حاملة طائرات وغير
3. معدل القوة: يجب أن يكون طائرات متطورة وتحمل أسلحة متطورة في هذا العامل تستطيع قوة الصغير التغلب القوة أكبر
4. الاستخبارات:  يجب  على الاستخبارات تحديد    هدف  معين
5. المتابعة: على القائد ان يتابع المهمة بجد حتى لا يعطي العدو الفرصة لتجمع قواه، كما الحال في حرب الخليج الثانية

## اختراق الحصون
انها خطة مميزة في الحروب لانها تشير اقتحام الحصون وهنالك عدة عوامل
1.الهدف:يجب أن يكون هدف معين مثل الإنزال في أرض العدو أو الهجوم على العدو أو التهيئ للمرحلة الثانية
2.نسبة القوة يجب أن يكون هنالك نسبة قوة وخاصة في التدريب
3.الزخم الاولي:
4.القوة الدافعة: تعتمد على قوة الجنود والمعدات
5.المرونة:على القائد الاندفاع في الحرب بلا بطئ أو تردد
كما حدثت في ساحات قتال اوربية  وشمال أفريقيا حيث قام  الجنرال مونت غومري
بشن هجوم واسع وشامل على جنرال رومل  بعد تحصنة في معركة 
العلمين وهزيمتة في الحرب العالمية الثانية

## الحصار والتطويق
في  فيتنام  في عام  1963
قام الشيوعيين من شن هجمات ضد الاحتلال الفرنسي والاحتلال الأمريكي
حيث  قاوم جيش الفرنسي الهجوم بشدة اما  فقد تحاصر تماما الجيش الأمريكي حيث تحاصر
في منطق خي سان الواقعة جنوب شرق الفيتنام فاستخدم الفيتناميون الشيوعيون
خطة الحصار لان الحصار مهم جدا في الحروب والمعارك وهنالك عدة عوامل للقيام بالحصارالتام
للعدو وهزيمتهي
1. وضوح الهدف :يجب أن يكون الهدف واضح جدا بحيث يعطي  للمهاجم اتيشن هجومة
كما الحال مع المدافع
2.الوسائل :
3. السيطرة على المرتفعات : ان السيطر على على المرتفعات مهم للمهاجم
فيستطيع من خلالها محاصرة العدو
4.الإمدادات: يجب إمداد الجيوش المحاصرة الساحة القتال في قرن العشرين أصبحت الطائرات
من وسائل الإمداد الامهمة
5.المرحلة النهائية: يجب على المدافع فك الحصار  من خلال  الطائرات

## الولايات المتحدة
في الجيش الأمريكي، تُعرف خطة العملية (OPLAN) بأنها خطة مكتملة وتفصيلية تخص القيام بعمليات عسكرية مشتركة. يضع خطة العملية القائد المقاتل (CCDR) في القيادة المقاتلة الموحدة في استجابة للحالات الفعلية أو المحتملة التي قد تتطلب القيام بعمليات عسكرية. يتم تنفيذ خطة العملية عندما يُصدر القائد أمر العمليات (OPORD)، أو عندما يُصدر رئيس هيئة الأركان المشتركة (CJCS) أمر التنفيذ (EXORD) بتوجيه من وزارة الدفاع الأمريكية (Secdef) لتطبيق أحد قرارات الرئيس ببدء عملية عسكرية. يُشير مصطلح مفاهيم التخطيط (CONPLAN) إلى خطة العملية وهي في صورة مفهوم وغالبًا ما تكون مفتقرة إلى مستوى التفاصيل الموجود عادةً في الخطط العسكرية الأخرى.
من بين خطط العمليات المعروفة لدى العامة في الولايات المتحدة خطتان للتعامل مع الأحداث المحتملة في شبه الجزيرة الكورية، وهما خطة العملية رقم 5027، وهي خطة الحرب العامة الأمريكية ويتم تحديثها بانتظام منذ منتصف التسعينات على الأقل،وخطة العملية رقم 5029، وهي عبارة عن خطة للاستجابة لأي انهيار مفاجئ في جمهورية كوريا الشعبية الديمقراطية. أما خطة العملية رقم 8044 وخطة العملية رقم 8010 فهما عبارة عن خطط لاحقة لخطة العمليات المتكاملة، أو الخطة العامة لحرب نووية من 1961 إلى 2003. أما خطة العملية رقم 1003-98 فتعني الخطة السابقة عن عام 2002 للحرب مع العراق.

## وصلات خارجية
- Operation Plans (OPLAN) - from GlobalSecurity.org
- الحرب العالمية الثانية
- القصف الاستراتيجي